# Милорад Сунајац
Милорад Сунајац (рођен 1934) је хрватски вајар.

## Биографија
Рођен је 1934. године у Кореничанима. Дипломирао је на Факултету ликовних уметности Универзитета уметности у Београду 1966, од исте године је члан Удружења ликовних уметника Србије. Током студија је путовао у Француску, Данску, Аустрију, Совјетски Савез и Пољску. Самостално је излагао скулптуре у Земуну 1970, учествовао је на групним изложбама новопримљених чланова Удружења ликовних уметника Србије 1966, изложбама „Пленер 71” и „НОБ у делима ликовних уметника Југославије” у Београду 1971. и Пролећној изложби УЛУС-а 1973. године.